# Benjamin Wallfisch
Benjamin Mark Lasker Wallfisch, född 7 augusti 1979 i London, är en brittisk kompositör, dirigent och producent, som mestadels är känd för att arbeta inom filmmusik. Han har sedan mitten av 2000-talet bidragit som kompositör på över femtio långfilmer, som inkluderar Blade Runner 2049, Shazam!, Det, Det: Kapitel 2, The Invisible Man, Dolda tillgångar, A Cure for Wellness, The Flash, Twisters, Alien: Romulus och Kraven the Hunter.
Benjamin Wallfisch är son till den australiska barockviolinisten Elizabeth Wallfisch (född Hunt) och den brittiske cellisten Raphael Wallfisch, samt barnbarn till de judiska immigranterna Peter Wallfisch och Anita Lasker-Wallfisch, som arbetade som pianist respektive cellist. Han är bosatt i Los Angeles tillsammans med sin fru och dotter.

## Diskografi (i urval)

### Film

#### Huvudkompositör
- 2005 – Dear Wendy
- 2008 – The Escapist
- 2013 – Hours
- 2013 – Hammer of the Gods
- 2013 – Summer in February
- 2014 – Desert Dancer
- 2014 – Bhopal: A Prayer for Rain
- 2015 – A Flickering Truth
- 2015 – Historien om Gamba
- 2015 – Pressure
- 2016 – Lights Out
- 2016 – Dolda tillgångar
- 2016 – A Cure for Wellness
- 2017 – Bitter Harvest
- 2017 – Annabelle 2: Creation
- 2017 – Det
- 2017 – Blade Runner 2049
- 2018 – The Darkest Minds
- 2018 – King of Thieves
- 2018 – The Vanishing
- 2019 – Serenity
- 2019 – Shazam!
- 2019 – Hellboy
- 2019 – Det: Kapitel 2
- 2020 – The Invisible Man
- 2021 – Mortal Kombat
- 2021 – The Starling
- 2022 – Thirteen Lives
- 2023 – The Flash
- 2024 – Alien: Romulus
- 2024 – Twisters
- 2025 – Until Dawn
- 2025 – Mortal Kombat 2

#### Ytterligare musik
- 2009 – Moon (huvudkompositör: Clint Mansell)
- 2013 – 12 Years a Slave (huvudkompositör: Hans Zimmer)
- 2015 – Den lille prinsen (huvudkompositörer: Hans Zimmer och Richard Harvey)
- 2016 – Batman v Superman: Dawn of Justice (huvudkompositörer: Hans Zimmer och Junkie XL)
- 2017 – Dunkirk (huvudkompositör: Hans Zimmer)

### TV
- 2014 – Det blodröda fältet (TV-serie)